# Powerlord
Powerlord war eine US-amerikanische Power- und Thrash-Metal-Band aus Oklahoma City, Oklahoma, die im Jahr 1984 gegründet wurde und sich ca. 1987 wieder auflöste. Der derzeit letzte bekannte Auftritt fand am 24. April 1987 im Diamond Ballroom Oklahoma City statt.

## Geschichte
Die Band wurde im Jahr 1984 von Gitarrist Tony Gourley gegründet. Kurze Zeit später kamen sein Bruder Bob, welcher schon vorher bei Dark Angel und kurzzeitig bei Slayer als Schlagzeuger aktiv war, Bassist Brian Massey und Sänger Dane Cook hinzu und vervollständigten die Besetzung. Nachdem die Band einige Lieder entwickelt hatte, folgte im Jahr 1986 das erste und einzige Album in Eigenveröffentlichung, ehe sich die Band wieder auflöste. Das Album wurde im Jahr 1986 bei Shark Records wiederveröffentlicht.

## Stil
Die Band spielte eine Mischung aus Power- und Thrash-Metal vergleichbar mit den frühen Werken von Exciter, Agent Steels Debütalbum Skeptics Apocalypse oder Second Coming von Attacker.

## Diskografie
- 1986: The Awakening (Album, Eigenveröffentlichung, Wiederveröffentlichung im selben Jahr bei Shark Records)